# Městys Bílá Voda
Městys Bílá Voda (1880 Bílá Voda (městec), německy Weißwasser Markt, polsky Miasteczko Biała Woda) je část obce Bílá Voda v okrese Jeseník. Leží v katastrálním území Bílá Voda u Javorníka o výměře 12,83 km2.

## Historie
Samostatná osada Městys Bílá Voda vznikla roku 1748 povýšením severní části dosud jednotné obce Bílá Voda na městys (městečko). V této části se nacházela hlavní instituce obce, piaristická kolej s kostelem. V důsledku okrajové polohy však městečko nikdy nenabylo městského charakteru. Historii v zásadě sdílelo se Vsí Bílá Voda (popsána společně v článku Bílá Voda).

### Vývoj počtu obyvatel
Počet obyvatel Městyse Bílá Voda podle sčítání nebo jiných úředních záznamů
| Rok            | 1836 | 1869 | 1880 | 1890 | 1900 | 1910 | 1921 | 1930 | 1950 | 1961 | 1970 | 1980 | 1991 | 2001 |
| -------------- | ---- | ---- | ---- | ---- | ---- | ---- | ---- | ---- | ---- | ---- | ---- | ---- | ---- | ---- |
| Počet obyvatel | 1296 | 498  | 668  | 537  | 526  | 485  | 457  | 492  | 263  | 338  | 459  | 417  | 418  | 202  |

1. ↑  městys + ves
2. ↑  z toho: 20 Čechoslováků, 391 Němců a 79 cizinců; 477 řím. kat., 10 evang., 1 čsl. a 2 izrael.

V Městysu Bílá Voda je evidováno 48 adres, vesměs čísel popisných (trvalé objekty). Při sčítání lidu roku 2001 zde bylo napočteno 40 domů, z toho 30 trvale obydlených.

## Zajímavosti
Nachází se zde jediná výrobna hostií v České republice, společnost UNITA. Hostie se zde pečou od roku 1984.

## Fotogalerie

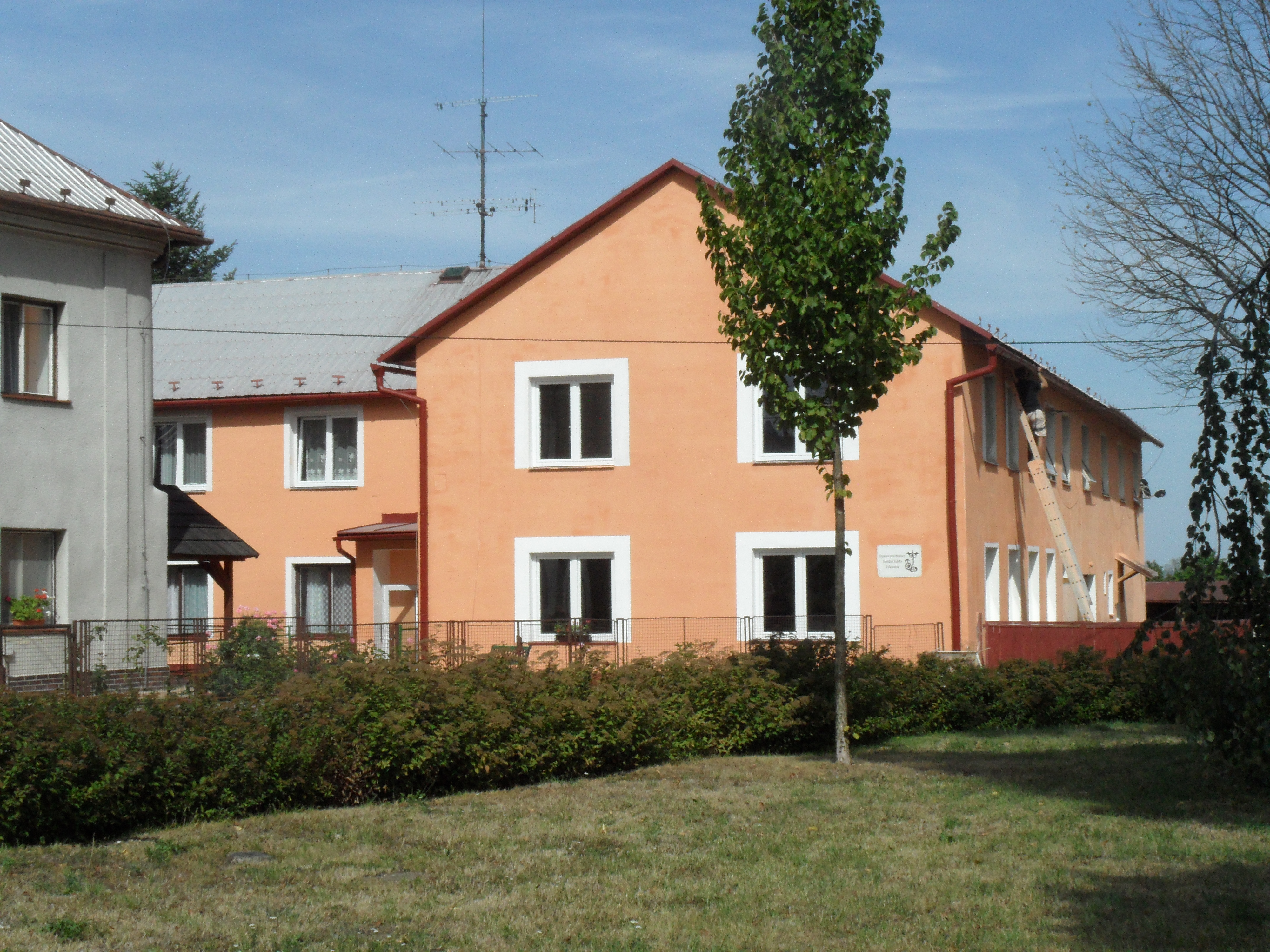
Domov pro seniory
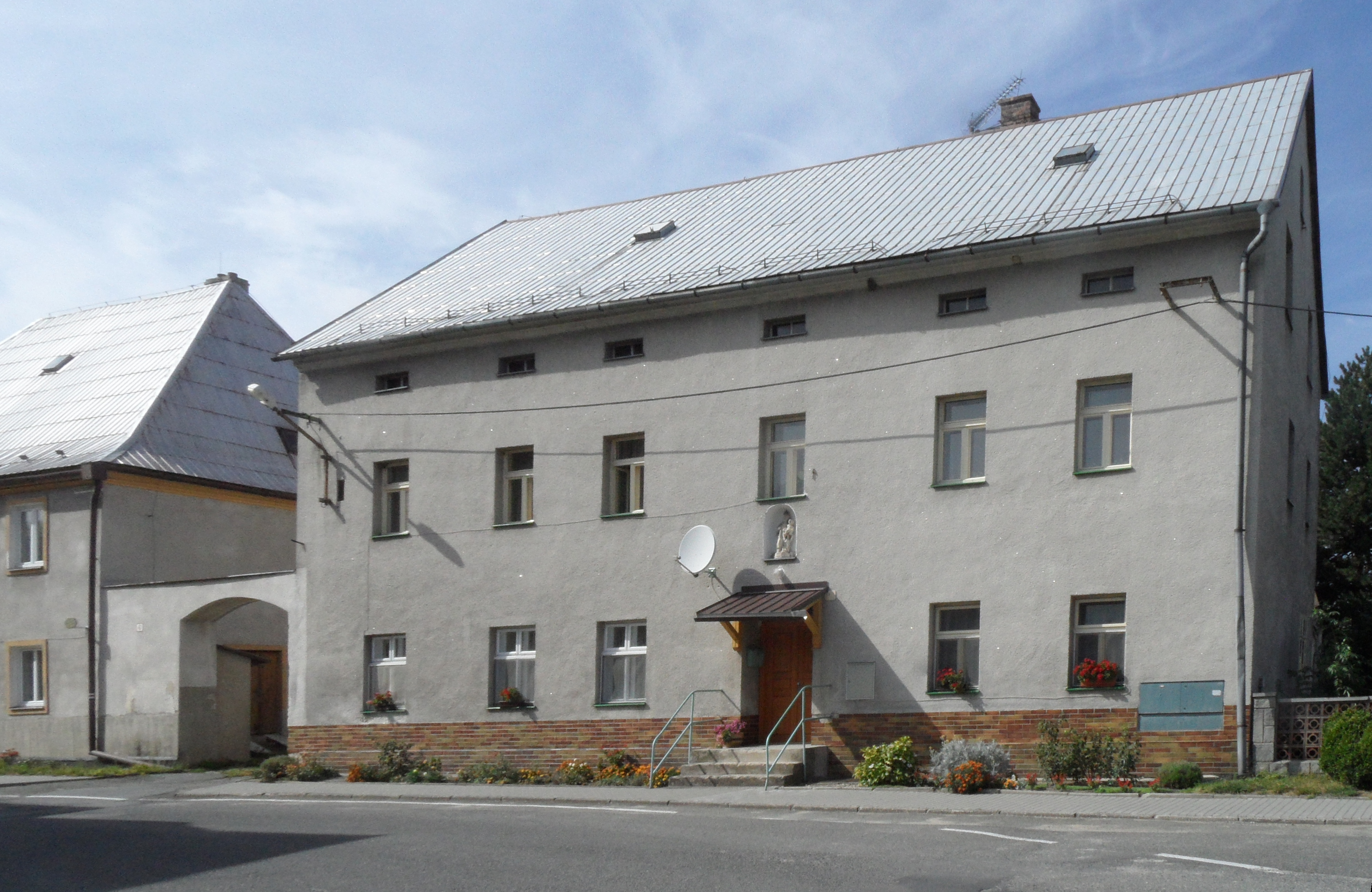
Dům čp. 5 se sochou Panny Marie
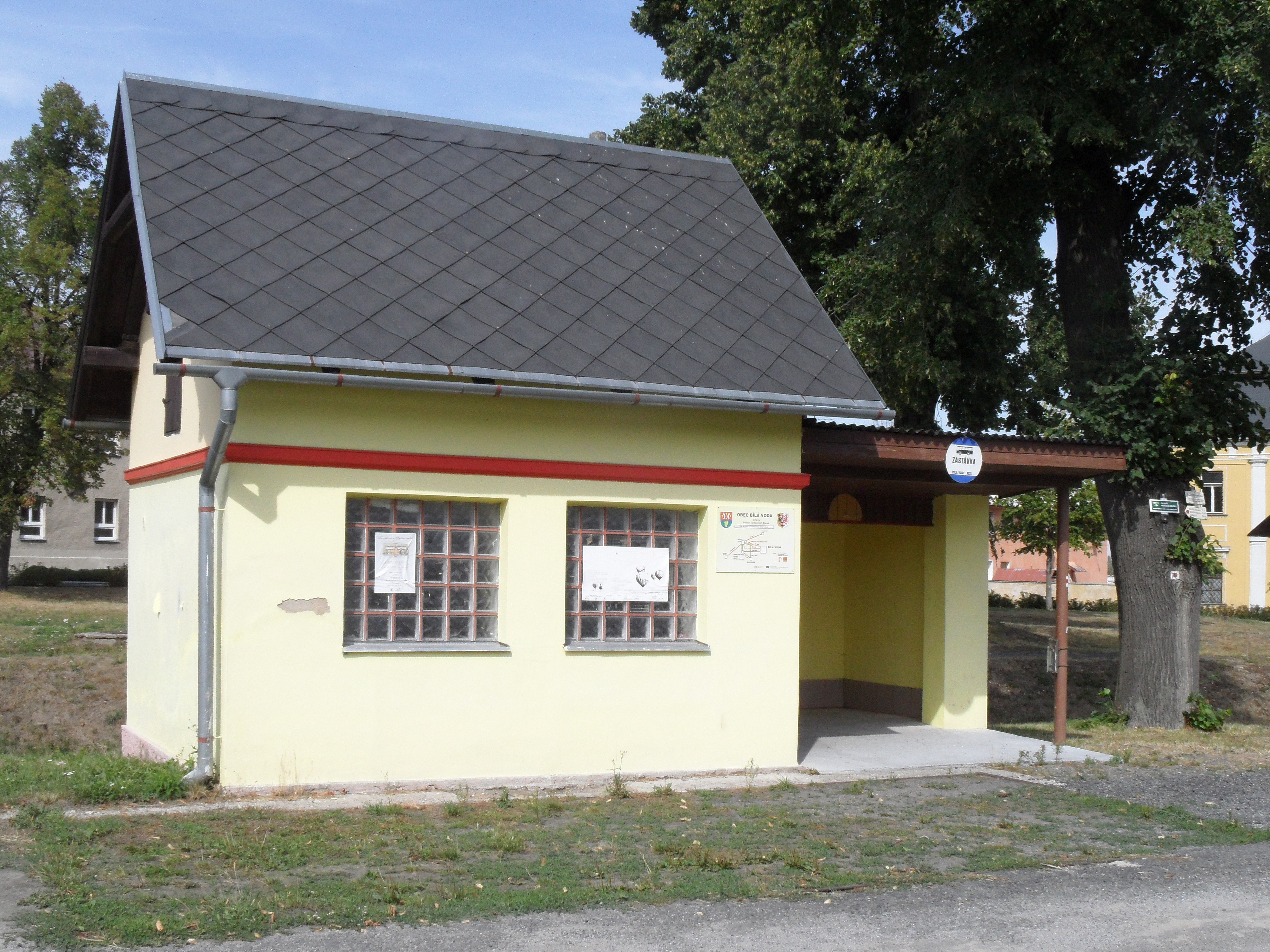
Autobusová zastávka
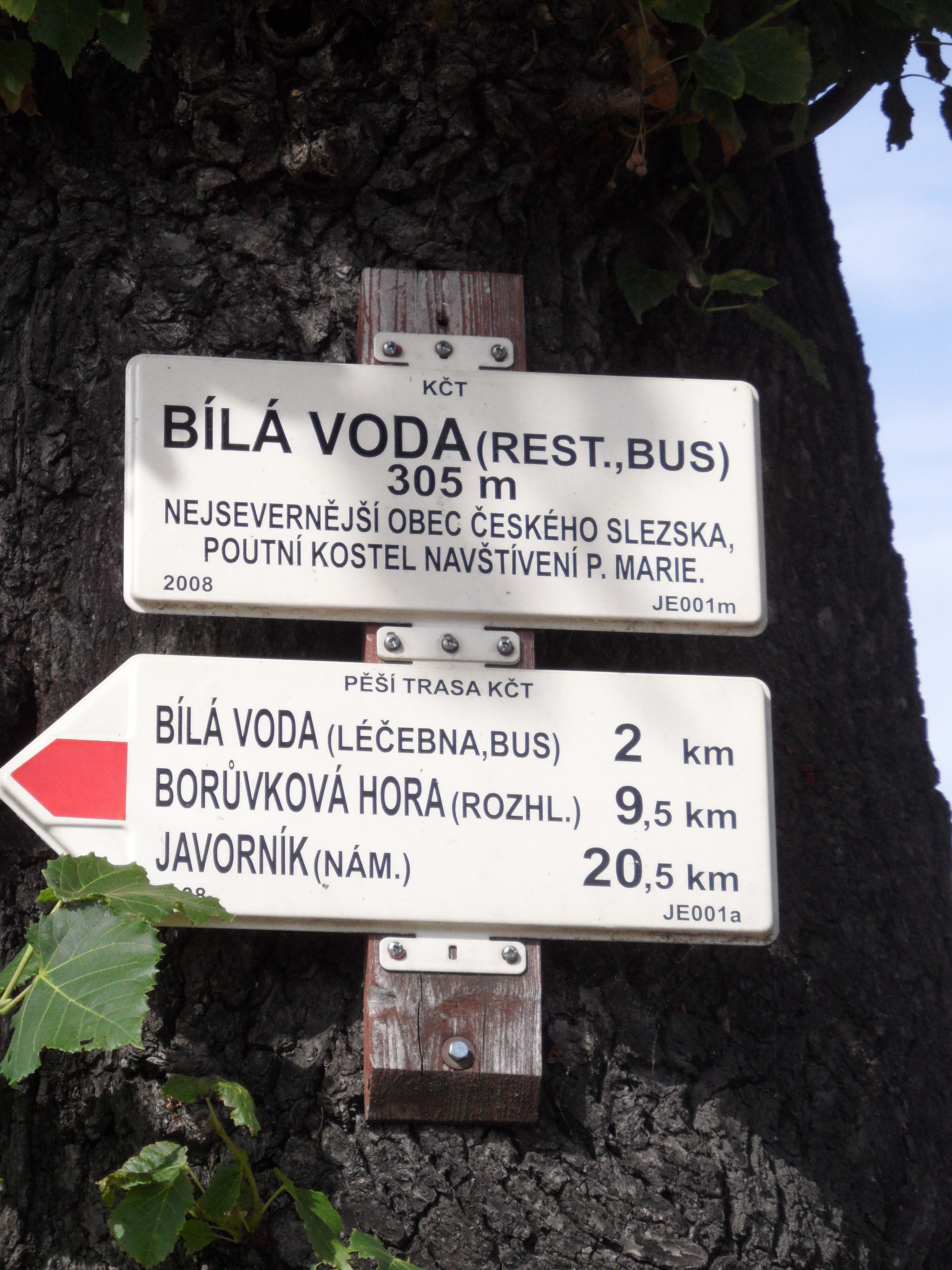
Rozcestník
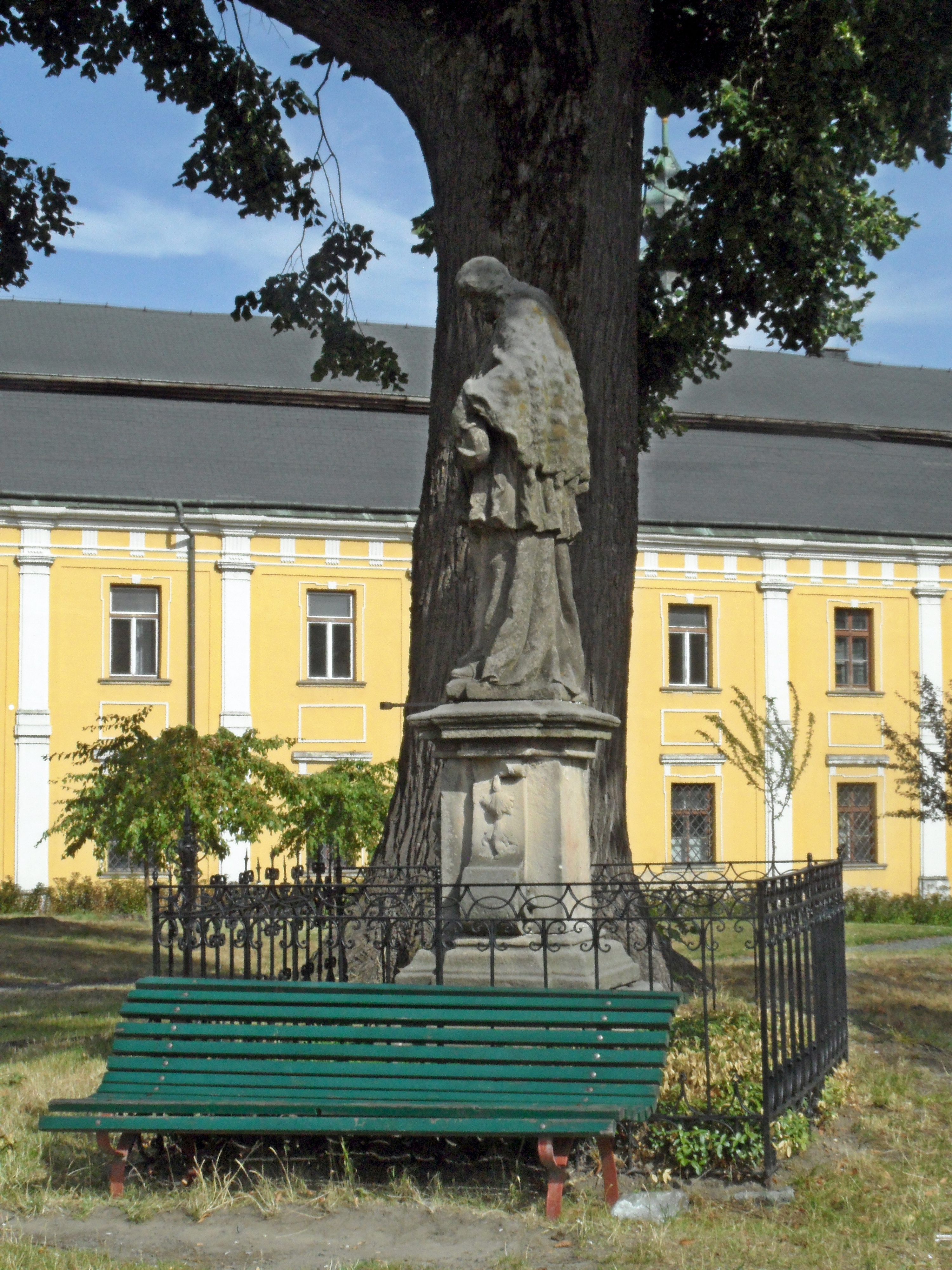
Socha sv. JanaNepomuckého
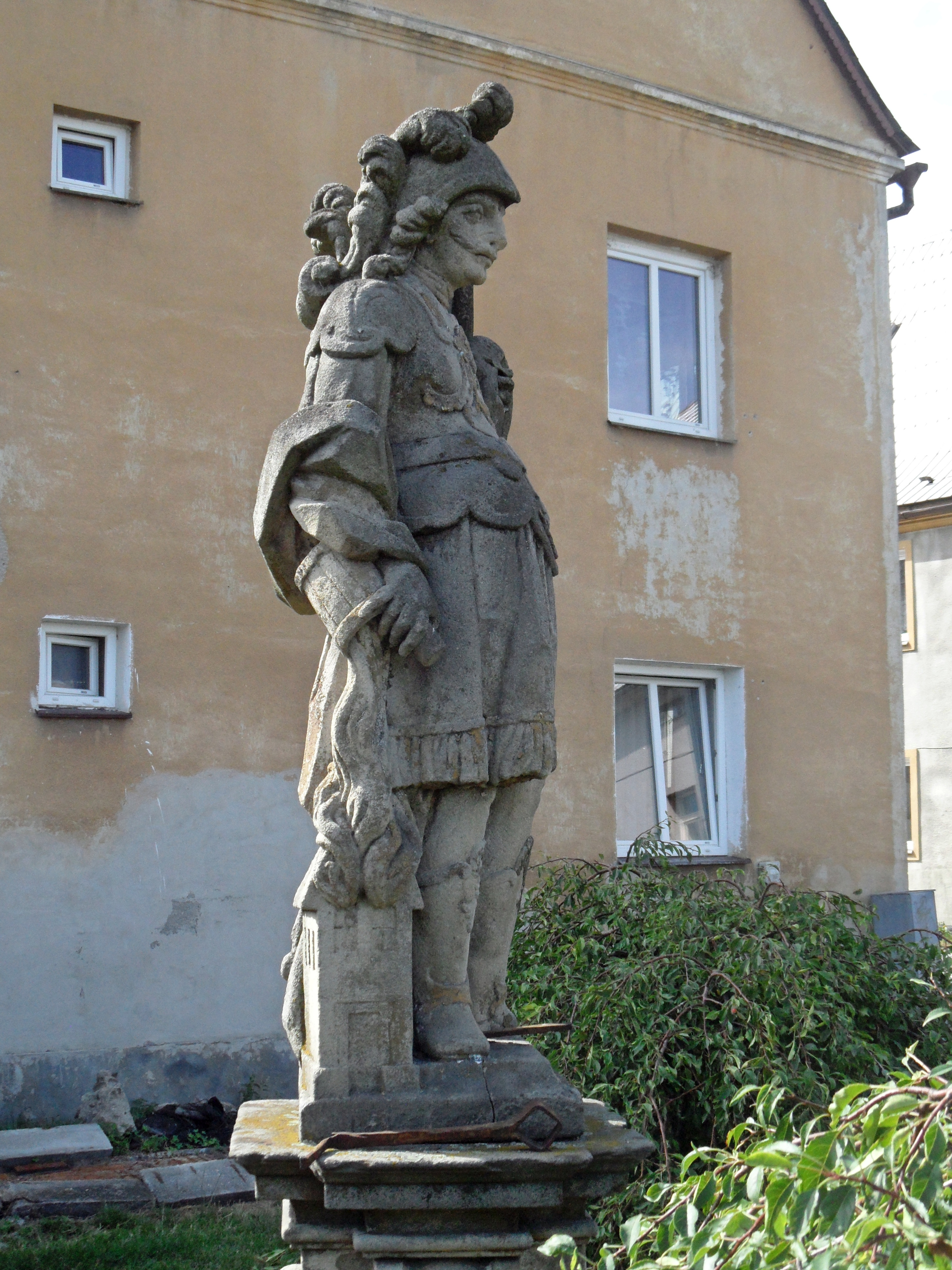
Socha sv. Floriána